# Siegensdorf
Siegensdorf ist ein Gemeindeteil des Marktes Ergoldsbach im niederbayerischen Landkreis Landshut. Siegensdorf wird in Alt-Siegensdorf und Siegensdorf-Siedlung unterteilt. Alt-Siegensdorf besteht hauptsächlich aus Bauernhöfen, Siegensdorf-Siedlung besteht aus Wohnhäusern, außer einen Bauernhof.

## Lage und Verkehrsanbindung

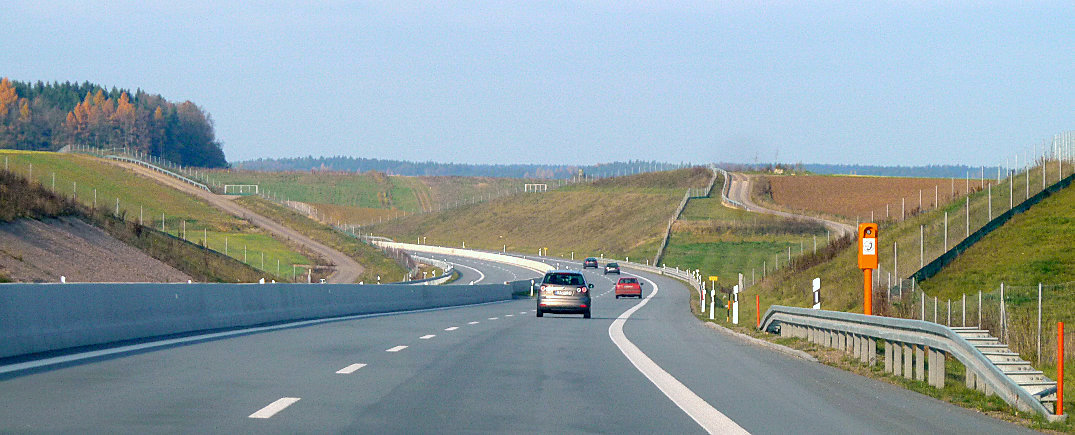
B 15 neu bei Siegensdorf in Richtung Regensburg

Siegensdorf liegt etwa einen Kilometer südlich des Zentrums von Ergoldsbach und ist über die B 15 verbunden. Zwischen Kläham und Siegensdorf verläuft die B 15 neu, welche dort bis zum Weiterbau nach Landshut mit einer Abfahrt endet. Die B 15 neu wurde im Dezember 2013 bis zur Anschlussstelle Ergoldsbach, die nur rund einen Kilometer von Siegensdorf entfernt ist, fertiggestellt. Ab 2019 soll die Fernstraße bis zur A 92 bei Landshut befahrbar sein. Die heutige „Landstraße“ war einst die Hauptverkehrsstraße (B 15). Da in den 60er und 70er der Verkehr zu viel wurde, baute man eine neue Straße (heutige B 15), welche durch den Ort verläuft. Alt-Siegensdorf und Siegensdorf-Siedlung sind mit einem Kreisverkehr und einer Unterführung verbunden.

## Geschichte
Siegensdorf gehörte bis zum 1. Juli 1973 zur Gemeinde Kläham. Am 1. Juli 1973 wurde eine vom Gemeinderat Kläham initiierte Bürgerabstimmung abgehalten, bei der es um die Frage ging, ob Kläham nach Ergoldsbach eingemeindet wird oder als eigenständige Verwaltungsgemeinschaft weiterhin existieren soll. 52 % der stimmberechtigten Bürger stimmten für eine Eingemeindung nach Ergoldsbach. Auch wenn das Wahlergebnis knapp ausgegangen ist, ist aufgrund einer demokratischen Mehrheitsentscheidung Siegensdorf in den Markt Ergoldsbach eingegliedert worden.

## Freizeit
- private Wakeboardanlage / Eisstockweiher
- Sportplatz
- Spielplatz
- Skateanlage, Fußballfelder, Tennisplätze, Tennishalle, Lauf- und Sprungbahn & Sporthallen in der Badstraße

## Vereine
- Jennerweinschützen Siegensdorf e. V.

## Baudenkmäler
- Aloisius-Marterl an der Badstraße

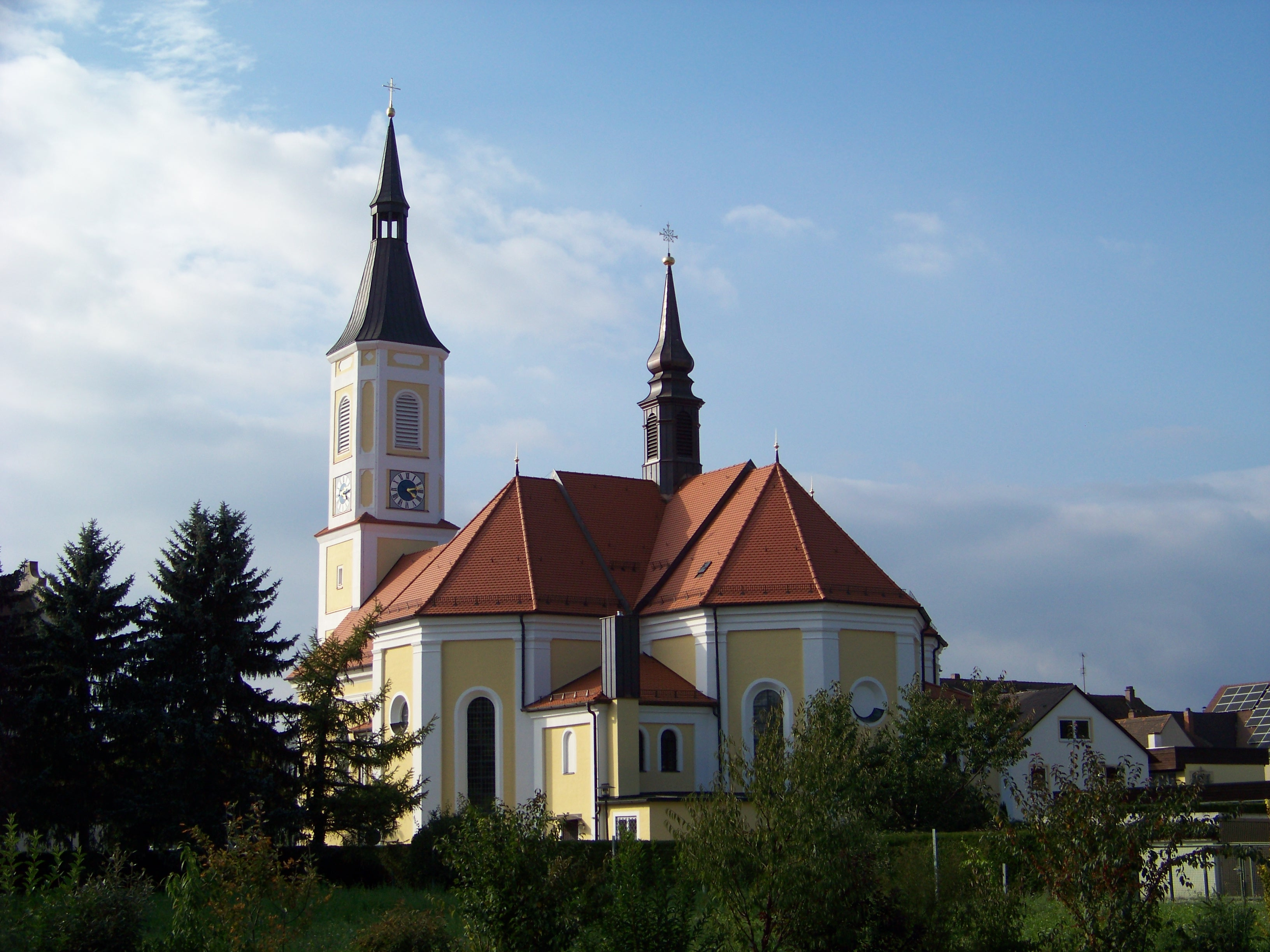
Pfarrkirche St. Peter und Paul in Ergoldsbach

- Pfarrkirche St. Peter und Paul in Ergoldsbach

Lourdeskapelle auf dem Kapellenberg

- St. Agatha in Ergoldsbach
- Lourdeskapelle am KapellenbergLourdeskapelle auf dem Kapellenberg